# Xã Haw Creek, Quận Morgan, Missouri
Xã Haw Creek (tiếng Anh: Haw Creek Township) là một xã thuộc quận Morgan, tiểu bang Missouri, Hoa Kỳ. Năm 2010, dân số của xã này là 4.226 người.